# Liga CONCACAF
Liga CONCACAF (ang. CONCACAF League) – coroczne rozgrywki pucharowe organizowane przez federację CONCACAF, dla drużyn ze strefy Ameryki Północnej, Ameryki Środkowej i Karaibów. Pierwsza edycja odbyła się w 2017, którą wygrała drużyna z Hondurasu - Olimpia.

## Kwalifikacje
W Lidze CONCACAF uczestniczy 22 drużyny: 18 z Ameryki Środkowej, 3 z Karaibów i 1 z Ameryki Północnej.
18 ze strefy Ameryki Środkowej:
- 3 kluby z  Kostaryki
- 3 kluby z  Salwadoru
- 3 kluby z  Gwatemali
- 3 kluby z Hondurasu
- 3 kluby z  Panamy
- 2 kluby z  Nikaragui
- 1 klub z  Belize

3 ze strefy Karaibskiej:
- 2 kluby z CFU Club Championship (2. i 3. miejsce)
- 1 klub z Caribbean Club Shield

1 ze strefy Ameryki Północnej:
- 1 klub z  Kanady

## Finały
| Sezon | Zwycięzca      | Finał                       | Finalista          |
| ----- | -------------- | --------------------------- | ------------------ |
| 2017  | Olimpia        | 1 : 0 0 : 1 (4-1 w karnych) | Santos de Guápiles |
| 2018  | Herediano      | 2 : 0 1 : 2                 | Motagua            |
| 2019  | Saprissa       | 1 : 0 0 : 0                 | Motagua            |
| 2020  | Alajuelense    | 3 : 2                       | Saprissa           |
| 2021  | Comunicaciones | 2 : 1 4 : 2                 | Motagua            |
| 2022  | Olimpia        | 3 : 2 2 : 2                 | Alajuelense        |

## Klasyfikacja medalowa
| Miejsce | Klub               | Zwycięzca | Finalista | Razem | Lata zwycięstw | Lata porażek     |
| ------- | ------------------ | --------- | --------- | ----- | -------------- | ---------------- |
| 1.      | Olimpia            | 2         | 0         | 2     | 2017, 2022     |                  |
| 2.      | Saprissa           | 1         | 1         | 2     | 2019           | 2020             |
| 2.      | Alajuelense        | 1         | 1         | 2     | 2020           | 2022             |
| 4.      | Herediano          | 1         | 0         | 1     | 2018           |                  |
| 4.      | Comunicaciones     | 1         | 0         | 1     | 2021           |                  |
| 6.      | Motagua            | 0         | 3         | 3     |                | 2018, 2019, 2021 |
| 7.      | Santos de Guápiles | 0         | 1         | 1     |                | 2017             |